# Mason Ho
Pour les articles homonymes, voir Ho.
Mason Ho est un surfeur professionnel américain né le 16 décembre 1989 à Sunset Beach, à Hawaï. Il est le fils de Michael Ho (en), frère de Coco Ho et neveu de Derek Ho.

## Palmarès et résultats

### Saison par saison
- 2013 :
  - 1er du HIC Pro à Sunset Beach (Hawaï)[1]

- 2014 :
  - 3e du Volcom Pipe Pro à Banzai Pipeline, sur le North Shore d'Oahu (Hawaï)[2]
  - 3e du HIC Pro Sunset à Sunset Beach (Hawaï)[3]

- 2015 :
  - 2e du Volcom Pipe Pro à Banzai Pipeline, sur le North Shore d'Oahu (Hawaï)[4]

### Classements
| Année             | 2011 | 2012 | 2013 | 2014 |
| ----------------- | ---- | ---- | ---- | ---- |
| Qualifying Series | 68e  | 82e  | 62e  | 78e  |